# Mychajło Kozak (ur. 1991)
Mychajło Stepanowycz Kozak, ukr. Михайло Степанович Козак (ur. 20 stycznia 1991 roku w Milovice, Czechosłowacja) – ukraiński piłkarz, grający na pozycji napastnika, a wcześniej pomocnika.

## Kariera piłkarska

### Kariera klubowa
Wychowanek klubu Karpaty Lwów, barwy którego bronił w juniorskich mistrzostwach Ukrainy (DJuFL). W 2008 występował w juniorskiej drużynie Wodokanał Lwów. 18 marca 2008 rozpoczął karierę piłkarską w FK Lwów, w barwach której 28 lutego 2009 debiutował w Premier-lidze. Na początku 2011 został piłkarzem FK Ołeksandrija. Na początku 2012 podpisał kontrakt z Worskłą Połtawa. 31 lipca 2012 został wypożyczony do Stali Ałczewsk. Podczas przerwy zimowej sezonu 2012/13 powrócił do Worskły, a wkrótce opuścił połtawski klub. W sierpniu 2013 zasilił skład Desny Czernihów. 13 lipca 2015 ponownie podpisał kontrakt z FK Ołeksandrija. Podczas przerwy zimowej sezonu 2017/18 przeszedł do Ruchu Winniki. 9 lutego 2019 wrócił do Desny Czernihów, w której grał do 6 czerwca 2019.

### Kariera reprezentacyjna
W latach 2009–10 występował w juniorskiej reprezentacji Ukrainy.

## Sukcesy i odznaczenia

### Sukcesy klubowe
- mistrz Pierwszej Lihi: 2011
- wicemistrz Pierwszej Lihi: 2008